# Рашкув (Нижньосілезьке воєводство)
Рашкув (пол. Raszków, нім. Seifersdorf) — село в Польщі, у гміні Радкув Клодзького повіту Нижньосілезького воєводства.
Населення — 197 осіб (2011).
У 1975-1998 роках село належало до Валбжиського воєводства.

## Демографія
Демографічна структура станом на 31 березня 2011 року:
|          | Загалом | Допрацездатний вік | Працездатний вік | Постпрацездатний вік |
| -------- | ------- | ------------------ | ---------------- | -------------------- |
| Чоловіки | 98      | 14                 | 76               | 8                    |
| Жінки    | 99      | 15                 | 58               | 26                   |
| Разом    | 197     | 29                 | 134              | 34                   |